# Jackson Hole會議
Jackson Hole會議，又稱Jackson Hole全球央行年會、Jackson Hole經濟政策研討會（英語：Jackson Hole Economic Symposium），是美國堪薩斯市聯邦準備銀行在美國西部懷俄明州傑克孫谷於每年夏季舉辦的金融及經濟研討會。
與會者包括美國聯邦準備理事會（FRB）主席，以及來自歐元區、英國、加拿大、日本等主要國家的中央銀行總裁或幹部、經濟學家、學者、證券公司高層等。各國央行總裁將討論世界大事及金融趨勢，尤其是全球利率的可能走向。《紐約時報》將其形容為最全球頂級的經濟聚會。
會議於8月下旬在懷俄明州提頓郡大提頓國家公園的度假勝地傑克森湖山莊舉行。該會議於1978年由堪薩斯市聯準銀行首次舉辦，起初會議曾在幾個不同的地方舉行，自1982年起改至傑克孫谷。

## 歷屆會議
1984年的會議以通貨膨脹的成因為主題。2016年的會議則聚焦於中央銀行資產負債表對金融穩定的影響。2018年的會議探討科技巨擘對經濟的影響。在2020年的會議上，美國聯準會主席傑洛姆·鮑爾（Jerome Powell）宣布一項新的升息政策，其依據不再僅限於失業率或通膨預期。會議在COVID-19疫情期間，於2020年及2021年改為線上舉行。2022年恢復實體會議，儘管多數央行官員承認經濟衰退風險，但仍表達了為抑制通膨而持續升息的決心，日本銀行總裁黑田東彥則是少數例外，他表示仍有必要繼續實施低利率政策。

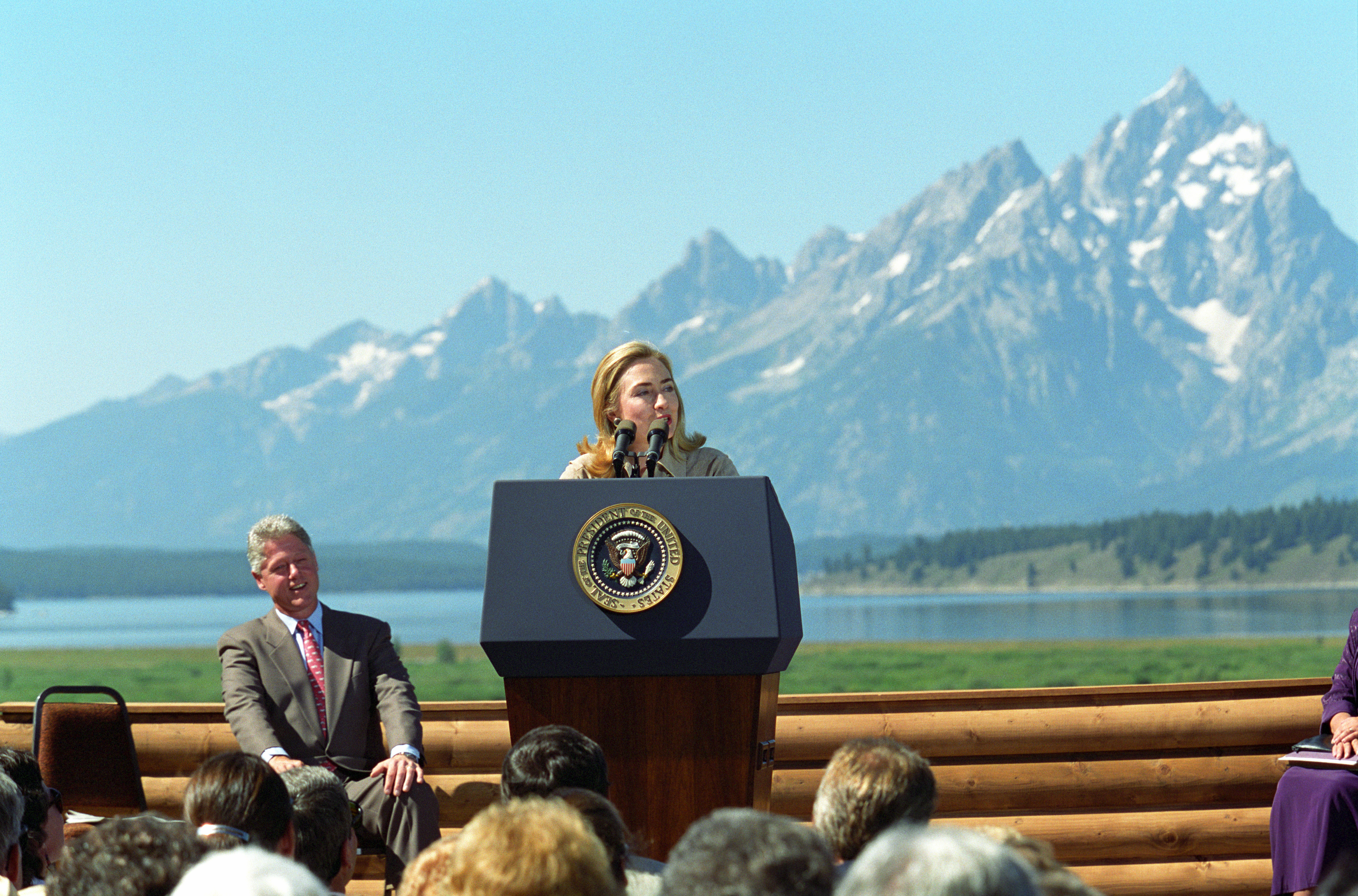
希拉蕊在傑克森湖山莊，背景為大提頓峰

從Lunch Tree Hill看傑克森湖山莊

## 参見
- 聯邦準備銀行
- 2021年—2023年通貨膨脹飆升
- 2022年糧食危機